# Golar LNG
Die Reederei Golar LNG mit Sitz auf Bermuda transportiert Flüssigerdgas (LNG). Das börsennotierte Unternehmen ist in Oslo und auf dem NASDAQ gelistet. Das operative Geschäft wird aus London geführt.
Zusammen mit Golar Partners umfasst die Flotte 19 LNG-Tanker und 6 FSRUs.

## Geschichte

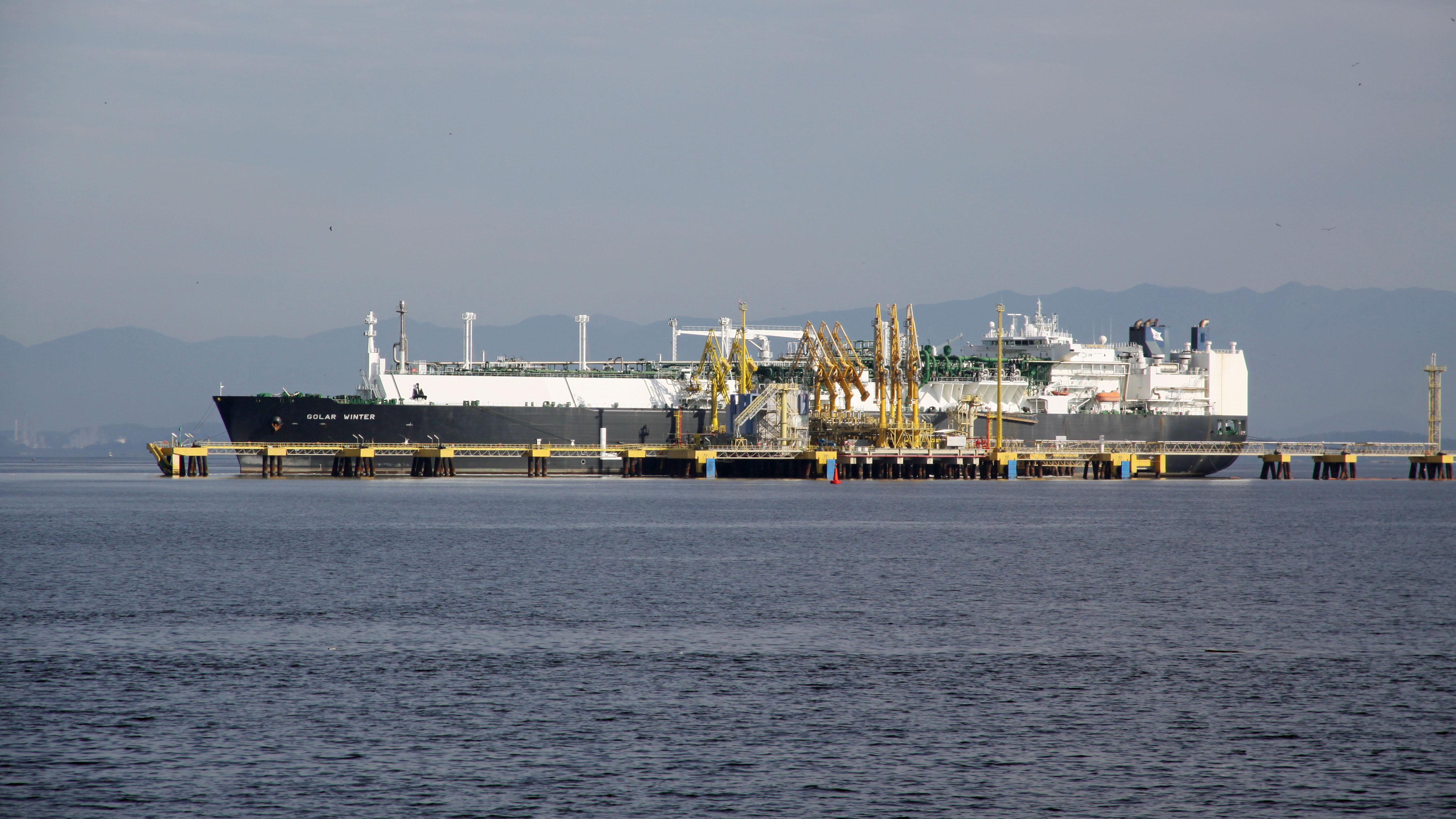
Die Golar Winter an ihrer Liegestelle in der Bucht von Guanabara

Die Wurzeln des Unternehmens gehen auf die 1946 gegründete Reederei Gotaas-Larsen zurück. Diese begann 1970 mit dem Betrieb von LNG-Tankern. Der erste Neubau, die 1975 gebaute Hilli, ist bis heute bei Golar in Fahrt. Gotaas-Larsen wurde 1997 zunächst von Osprey Maritime übernommen. Osprey Maritime wiederum wurde im Mai 2001 von World Shipholding, einem Unternehmen des norwegisch-zyprischen Unternehmers John Fredriksen übernommen. Der Schiffsbestand von sechs LNG-Tankern wuchs seit der Übernahme auf 13 Einheiten, darunter die beiden Schiffe Golar Winter und Golar Spirit, die ersten beiden Tanklagerschiffe mit Rückverflüssigungsanlagen (englisch Floating Storage and Regasification Unit, FSRU).
Golar LNG Partners LP betreibt das weltweit erste aus einem LNG-Tanker umgebaute Regasifizierungsschiff Golar Spirit.
Die Golar Freeze, die NR Satu, die Golar Grand, die Golar Maria, die Golar Igloo und die Golar Eskimo wurden für insgesamt 1,9 Mrd. $ an Golar Partners verkauft.